# Khvarxis
Els khvarxis (també khwarxis, rus khvarxintsi, els mateixos es refereixen als kedaes hikwa, els khuani o els khvarshal, però de fet no tenen nom comú propi i només nom regionals) són un poble del Caucas, al Daguestan, en diversos petits pobles; el seu hàbitat inicial estava al districte de Tsumadinsky on encara hi ha set establiments: Alt i Baix Inkhokwari (iqqo), Kwantlada (kʼoλoqo), Santlada (zoλuho), Khwarxi (aλʼiqo), Khonokh (honoho) i Khwayni (ečel).
Al cens rus de 1926 hi havia 1019 persones que s'identificaven com a khvarxis parlant la llengua khvarxi. El 1944 foren deportats al districte de Vedeno a la mateixa república però el 30% van retornar quan van poder el 1957 i la resta va emigrar a altres districtes. Als seus establiments originals només hi viuen avui dia uns 1500 khvarxis i la resta viu en altres punts. La regió original està aïllada i això els permet conservar la llengua i costums però estan sent absorbits pels àvars. Són musulmans sunnites de l'escola xafiïta. Es dediquen a la ramaderia, agricultura en terrasses i artesania.